# Список наград и номинаций серии фильмов «Остин Пауэрс»
Франшиза об Остине Пауэрсе — является серией фильмов в жанре комедийных боевиков, состоящей из «Человек-загадка международного масштаба» (1997), «Шпион, который меня соблазнил» (1999) и «Голдмембер» (2002). Каждый фильм был снят в главной роли и был написан канадско-английским актёром Майком Майерсом, который изобразил заглавного персонажа вместе с несколькими другими ролями, такими как Доктор Зло, Жирный Ублюдок и Голдмембер. В сериале также были представлены Базил Разоблачитель (Майкл Йорк), Номер 2 (Роберт Вагнер и Роб Лоу), фрау Фарбиссина (Минди Стерлинг), Скотт Зло (Сет Грин) и Ванесса Кенсингтон (Элизабет Хёрли). Франшиза была режиссирована Джей Роучем и распространена New Line Cinema.
Фильмы получили смешанные и положительные отзывы: «Человек-загадка международного масштаба» набрал 70 % «свежей» оценки на Rotten Tomatoes, «Шпион, который меня соблазнил», получил 52 %, и «Голдмембер» 55 %. Фильмы являются пародиями на более ранние фильмы в серии о Джеймсе Бонде, а также другие шпионские фильмы 1960-х годов.
Франшиза получила более 40 номинаций и более 20 побед, одну номинацию на премию Оскар за «Шпион, который меня соблазнил» в категории «Лучший грим», одну номинацию на премию Грэмми за лучший альбом саундтрек и одну победу Грэмми за «Лучшую песню, написанную для кино, телевидения или других визуальных медиа» за песню Мадонны 1999 года «Beautiful Stranger».
Другие награды за франшизу включают четыре победы MTV Movie Award (с восемью номинациями), две награды Teen Choice Awards (с двумя номинациями), одну премию Сатурн (с четырьмя номинациями), одна номинация на премию Золотой глобус, три номинации на премию Спутник и две номинации на премию Империя.

## Человек-загадка международного масштаба

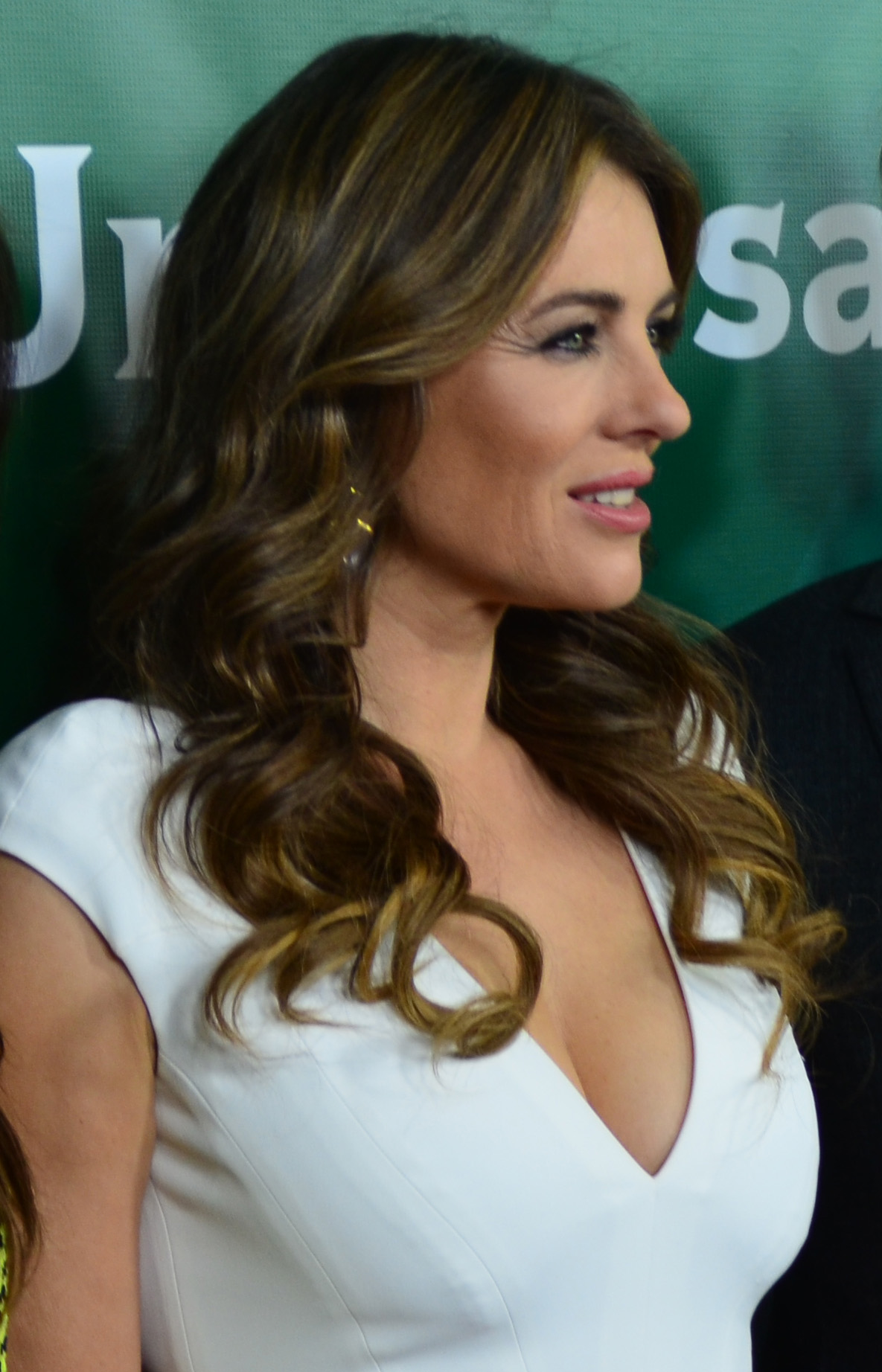
Элизабет Хёрли была номинирована на награду Blockbuster Entertainment Awards за её роль Ванессы Кенсингтон

| Премия                           | Категория                             | Получатель(и) и номинант(ы)                        | Результат |
| -------------------------------- | ------------------------------------- | -------------------------------------------------- | --------- |
| Blockbuster Entertainment Awards | Любимый актёр — Комедия               | Майк Майерс                                        | Номинация |
| Blockbuster Entertainment Awards | Любимая актриса — Комедия             | Элизабет Хёрли                                     | Номинация |
| Canadian Comedy Awards           | Лучший оригинальный сценарий          | Майк Майерс                                        | Номинация |
| MTV Movie Awards                 | Лучший танец — «Some London Citizens» | Майк Майерс                                        | Победа    |
| MTV Movie Awards                 | Лучший злодей                         | Майк Майерс                                        | Победа    |
| MTV Movie Awards                 | Лучшее комедийное исполнение          | Майк Майерс                                        | Номинация |
| MTV Movie Awards                 | Лучший фильм                          | Сюзанн Тодд, Деми Мур, Дженнифер Тодд, Майк Майерс | Номинация |
| Сатурн                           | Лучший фильм-фэнтези                  | Сюзанн Тодд, Деми Мур, Дженнифер Тодд, Майк Майерс | Победа    |
| Сатурн                           | Лучшие костюмы                        | Дина Аппель                                        | Номинация |

## Шпион, который меня соблазнил

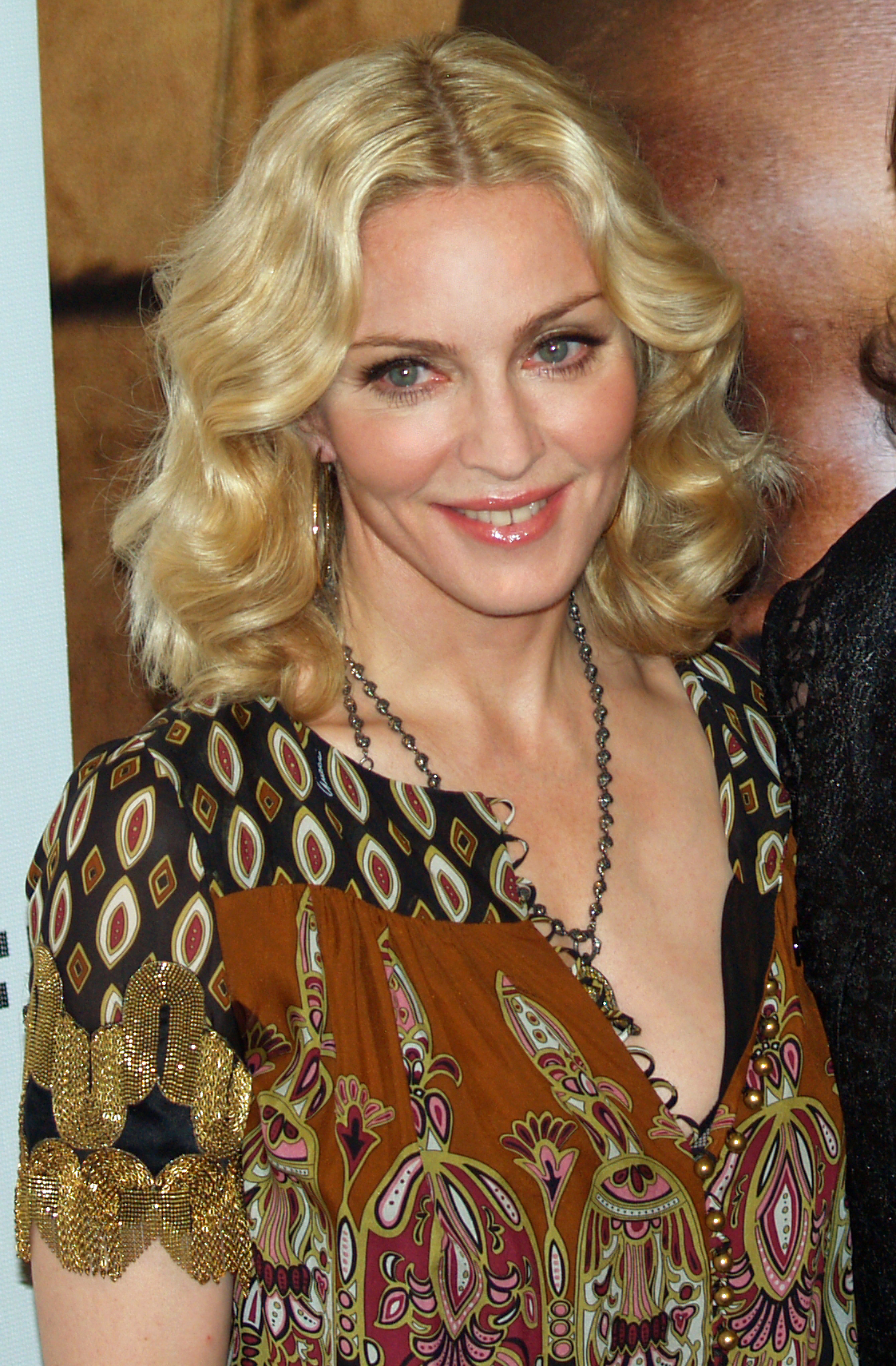
Мадонна была номинирована на премию «Золотой глобус» и получила премию «Грэмми» за её песню «Beautiful Stranger»

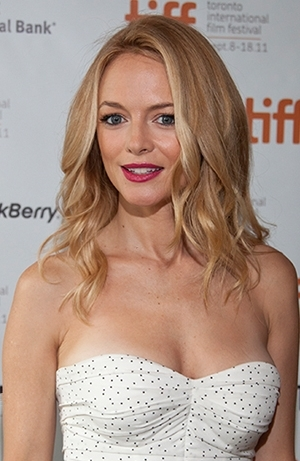
Хизер Грэм была номинирована на премию Сатурн за лучшую женскую роль за её роль Фелиции Трахвелл

| Премия                                   | Категория                                                                  | Получатель(и) и номинант(ы)                                                   | Результат |
| ---------------------------------------- | -------------------------------------------------------------------------- | ----------------------------------------------------------------------------- | --------- |
| Оскар                                    | Лучший грим                                                                | Мишель Бёрк, Майк Смитсон                                                     | Номинация |
| American Comedy Awards                   | Самый смешной актёр в кинофильме в главной роли                            | Майк Майерс                                                                   | Победа    |
| Blockbuster Entertainment Awards         | Любимая актриса — Комедия                                                  | Хизер Грэм                                                                    | Победа    |
| Blockbuster Entertainment Awards         | Любимый саундтрек                                                          | Шпион, который меня соблазнил                                                 | Победа    |
| Blockbuster Entertainment Awards         | Любимый злодей                                                             | Майк Майерс                                                                   | Победа    |
| Blockbuster Entertainment Awards         | Любимый актёр — Комедия                                                    | Майк Майерс                                                                   | Номинация |
| Blockbuster Entertainment Awards         | Любимый актёр второго плана — Комедия                                      | Верн Тройер                                                                   | Номинация |
| Blockbuster Entertainment Awards         | Любимая актриса второго плана — Комедия                                    | Минди Стерлинг                                                                | Номинация |
| BMI Awards                               | BMI Film Music Award                                                       | Джордж С. Клинтон                                                             | Победа    |
| Brit Awards                              | Лучший саундтрек                                                           | Шпион, который меня соблазнил                                                 | Победа    |
| Canadian Comedy Awards                   | Мужское исполнение в фильме                                                | Майк Майерс                                                                   | Победа    |
| Canadian Comedy Awards                   | Оригинальный сценарий для фильма                                           | Майк Майерс                                                                   | Победа    |
| Премия Гильдии художников по костюмам    | Превосходство в дизайне костюма для фильма — Период/Фэнтези                | Дина Аппель                                                                   | Номинация |
| Золотой глобус                           | Лучшая песня                                                               | Мадонна, Уильям Орбит (за «Beautiful Stranger»)                               | Номинация |
| Золотой трейлер                          | Лучший комедийный трейлер                                                  | Сюзанн Тодд, Дженнифер Тодд, Деми Мур, Эрик МакЛеод, Джон Лайонс, Майк Майерс | Победа    |
| Золотой трейлер                          | Лучшее шоу                                                                 | Сюзанн Тодд, Дженнифер Тодд, Деми Мур, Эрик МакЛеод, Джон Лайонс, Майк Майерс | Номинация |
| Грэмми                                   | Лучшая песня, написанная для кино, телевидения или других визуальных медиа | Мадонна, Уильям Орбит (за «Beautiful Stranger»)                               | Победа    |
| Грэмми                                   | Лучший альбом саундтрек                                                    | Шпион, который меня соблазнил                                                 | Номинация |
| Премия Гильдии визажистов и парикмахеров | Лучший период укладки волос                                                | Кенди Л. Уокен, Джери Бейкер, Дженнифер Бауэр О’Халлоран, Тони-Энн Уокер      | Номинация |
| Премия Гильдии визажистов и парикмахеров | Лучший период макияжа                                                      | Пэтти Йорк, Шерил Энн Ник, Мишель Берк, Стив Артмонт,                         | Номинация |
| Премия Гильдии визажистов и парикмахеров | Лучшие спецэффекты макияжа                                                 | Мишель Берк, Кенни Майерс, Уилл Хафф, Кевин Хейни, Стэн Уинстон, Майк Смитсон | Номинация |
| Премия Гильдии визажистов и парикмахеров | Лучшие спецэффекты макияжа                                                 | Мишель Берк, Кенни Майерс, Уилл Хафф, Кевин Хейни, Стэн Уинстон, Майк Смитсон | Номинация |
| Kids' Choice Awards                      | Любимый фильм                                                              | Сюзанн Тодд, Дженнифер Тодд, Деми Мур, Эрик МакЛеод, Джон Лайонс, Майк Майерс | Номинация |
| Kids' Choice Awards                      | Любимый киноактёр                                                          | Майк Майерс                                                                   | Номинация |
| Kids' Choice Awards                      | Любимая кино пара                                                          | Хизер Грэм и Майк Майерс                                                      | Номинация |
| Kids' Choice Awards                      | Любимая песня из фильма                                                    | Мадонна (за «Beautiful Stranger»)                                             | Номинация |
| Общество кинокритиков Лас-Вегаса         | Лучшая упаковка домашнего видео                                            | Сюзанн Тодд, Дженнифер Тодд, Деми Мур, Эрик МакЛеод, Джон Лайонс, Майк Майерс | Победа    |
| Общество кинокритиков Лас-Вегаса         | Лучшая песня                                                               | Мадонна (за «Beautiful Stranger»)                                             | Победа    |
| MTV Movie Awards                         | Лучший злодей                                                              | Майк Майерс                                                                   | Победа    |
| MTV Movie Awards                         | Лучшее комедийное исполнение                                               | Майк Майерс                                                                   | Номинация |
| MTV Movie Awards                         | Лучший бой                                                                 | Майк Майерс и Верн Тройер                                                     | Номинация |
| MTV Movie Awards                         | Лучший фильм                                                               | Сюзанн Тодд, Дженнифер Тодд, Деми Мур, Эрик МакЛеод, Джон Лайонс, Майк Майерс | Номинация |
| MTV Movie Awards                         | Лучшая музыкальная сцена                                                   | Майк Майерс и Верн Тройер (за «Just the Two of Us»)                           | Номинация |
| Сатурн                                   | Лучшая киноактриса                                                         | Хизер Грэм                                                                    | Номинация |
| Сатурн                                   | Лучший фильм-фэнтези                                                       | Сюзанн Тодд, Дженнифер Тодд, Деми Мур, Эрик МакЛеод, Джон Лайонс, Майк Майерс | Номинация |
| Teen Choice Awards                       | Выбор фильма: Комедия                                                      | Сюзанн Тодд, Дженнифер Тодд, Деми Мур, Эрик МакЛеод, Джон Лайонс, Майк Майерс | Победа    |
| Teen Choice Awards                       | Выбор фильма: Злодей за «Жирного Ублюдока»                                 | Майк Майерс                                                                   | Победа    |

## Голдмембер

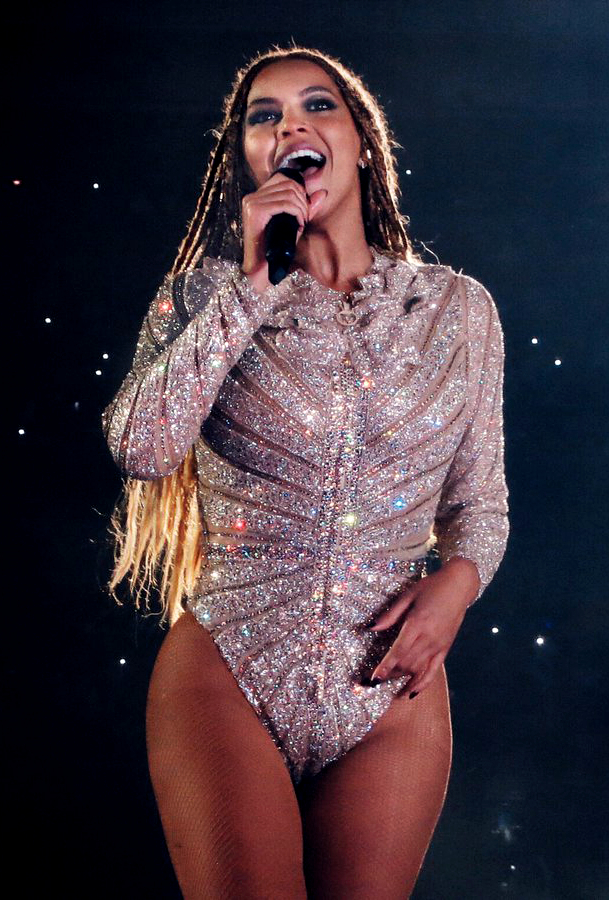
Бейонсе Ноулз была номинирована на премию MTV Movie Award за Лучший женский прорыв года

| Премия                                   | Категория                                     | Получатель(и) и номинант(ы)                                                   | Результат |
| ---------------------------------------- | --------------------------------------------- | ----------------------------------------------------------------------------- | --------- |
| BMI Film & Television Awards             | BMI Film Music Award                          | Джордж С. Клинтон                                                             | Победа    |
| Canadian Comedy Awards                   | Довольно забавное мужское исполнение в фильме | Майк Майерс                                                                   | Победа    |
| Canadian Comedy Awards                   | Довольно забавный сценарий для фильма         | Майк Майерс                                                                   | Победа    |
| Империя                                  | Лучший актёр                                  | Майк Майерс                                                                   | Номинация |
| Империя                                  | Сцена года                                    | Последовательность открытия                                                   | Номинация |
| Премия Гильдии визажистов и парикмахеров | Лучшая укладка волос для персонажа            | Кенди Л. Уокен, Джери Бейкер, Сьюзен В. Калиновски                            | Номинация |
| Премия Гильдии визажистов и парикмахеров | Лучший период укладки волос                   | Кенди Л. Уокен, Джери Бейкер, Сьюзен В. Калиновски                            | Номинация |
| Kids' Choice Awards                      | Любимый фильм                                 | Сюзанн Тодд, Дженнифер Тодд, Джон Лайонс, Эрик МакЛеод, Деми Мур, Майк Майерс | Победа    |
| Kids' Choice Awards                      | Любимое женское надирание задницы             | Бейонсе Ноулз                                                                 | Номинация |
| Kids' Choice Awards                      | Любимая мужская кинозвезда                    | Майк Майерс                                                                   | Номинация |
| Kids' Choice Awards                      | Любимый пук в кино                            | Майк Майерс                                                                   | Номинация |
| MTV Movie Awards                         | Лучшее комедийное исполнение                  | Майк Майерс                                                                   | Победа    |
| MTV Movie Awards                         | Лучший злодей                                 | Майк Майерс                                                                   | Номинация |
| MTV Movie Awards                         | Лучший женский прорыв года                    | Бейонсе Ноулз                                                                 | Номинация |
| Спутник                                  | Лучший дизайн костюмов                        | Дина Аппель                                                                   | Номинация |
| Спутник                                  | Лучшая песня                                  | «Work It Out»                                                                 | Номинация |
| Спутник                                  | Лучший общий DVD сборник                      | Сюзанн Тодд, Дженнифер Тодд, Джон Лайонс, Эрик МакЛеод, Деми Мур, Майк Майерс | Номинация |
| Сатурн                                   | Лучшие костюмы                                | Дина Аппель                                                                   | Номинация |
| Teen Choice Awards                       | Выбор фильма: Комедийный актёр                | Майк Майерс                                                                   | Номинация |
| Teen Choice Awards                       | Выбор фильма: Актриса прорыва                 | Бейонсе Ноулз                                                                 | Номинация |